# برنهارد ویس
برنهارد ویس (انگلیسی: Bernhard Weis؛ زادهٔ ۱۰ مارس ۱۹۷۶) بازیکن فوتبال اهل آلمان است.
از باشگاه‌هایی که در آن بازی کرده‌است می‌توان به باشگاه فوتبال بایرن مونیخ ۲، باشگاه فوتبال فادوتس، و باشگاه فوتبال آگسبورگ اشاره کرد.